# Messor reticuliventris
Messor reticuliventris es una especie de hormiga del género Messor, subfamilia Myrmicinae. 

## Distribución
Esta especie se encuentra en Pakistán y Turkmenistán.